# Luis García Montero
Pour les articles homonymes, voir Luis García et Montero (homonymie).
García  Montero est un nom espagnol. Le premier nom de famille, en général paternel, est García ; le second, en général maternel, souvent omis, est Montero.
Luis García Montero, né à Grenade le 4 décembre 1958, est un poète et critique littéraire espagnol, directeur de l'Institut Cervantes.
Il fut l'époux de l'écrivaine Almudena Grandes.

## Biographie
Né à Grenade en 1958, il entame ses études à l'Université de Grenade, d'où il sort diplômé en 1980. Il publie une thèse en 1985 sur Rafael Alberti, poète de la génération du 27.
Très jeune, il milite au PCE. Il rejoint le groupe littéraire de la otra sentimentalidad, courant de la poésie espagnole contemporaine, connue comme la poésie de l'expérience. 
Il publie les Rimas de Gustavo Adolfo Bécquer, entre autres travaux. 
Il reçoit le Prix Federico García Lorca, le Prix Loewe, le Prix Adonáis de poésie et le  Prix National de Poésie en 1995.